# Hirschberg (Saale)
Hirschberg is een gemeente in de Duitse deelstaat Thüringen, en maakt deel uit van de Saale-Orla-Kreis.
Hirschberg telt 2.099 inwoners. De gemeente omvat naast het hoofddorp ook de voormalige gemeenten Venzka en Göritz. 
Hirschberg ligt aan de bovenloop van de Saale. De plaats, voor het eerst genoemd in een oorkonde uit 1154, grenst direct aan de deelstaat Beieren. In de DDR-tijd was hier een grenspost tussen beide Duitslanden.

## Afbeeldingen

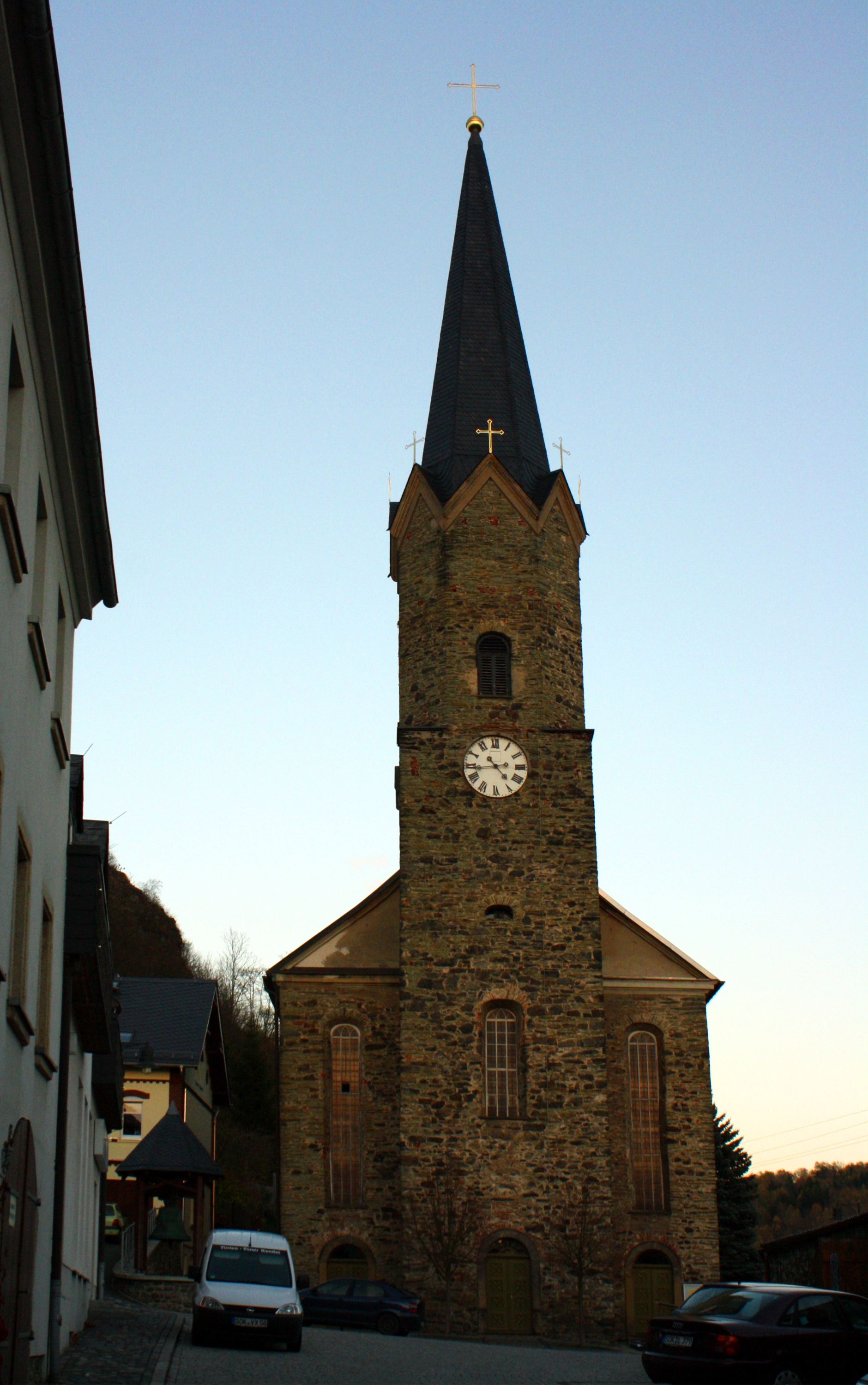
Kerk
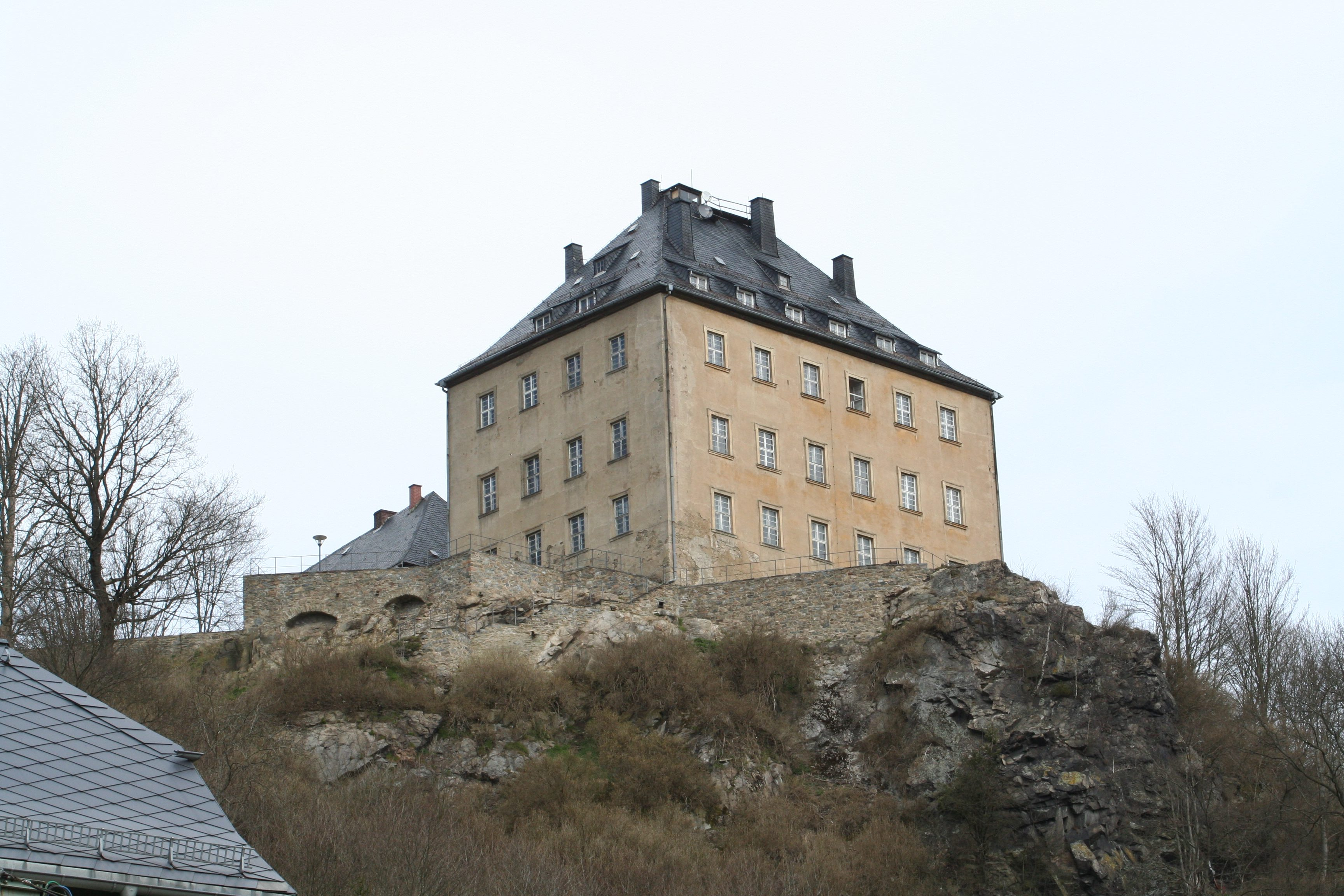
Slot
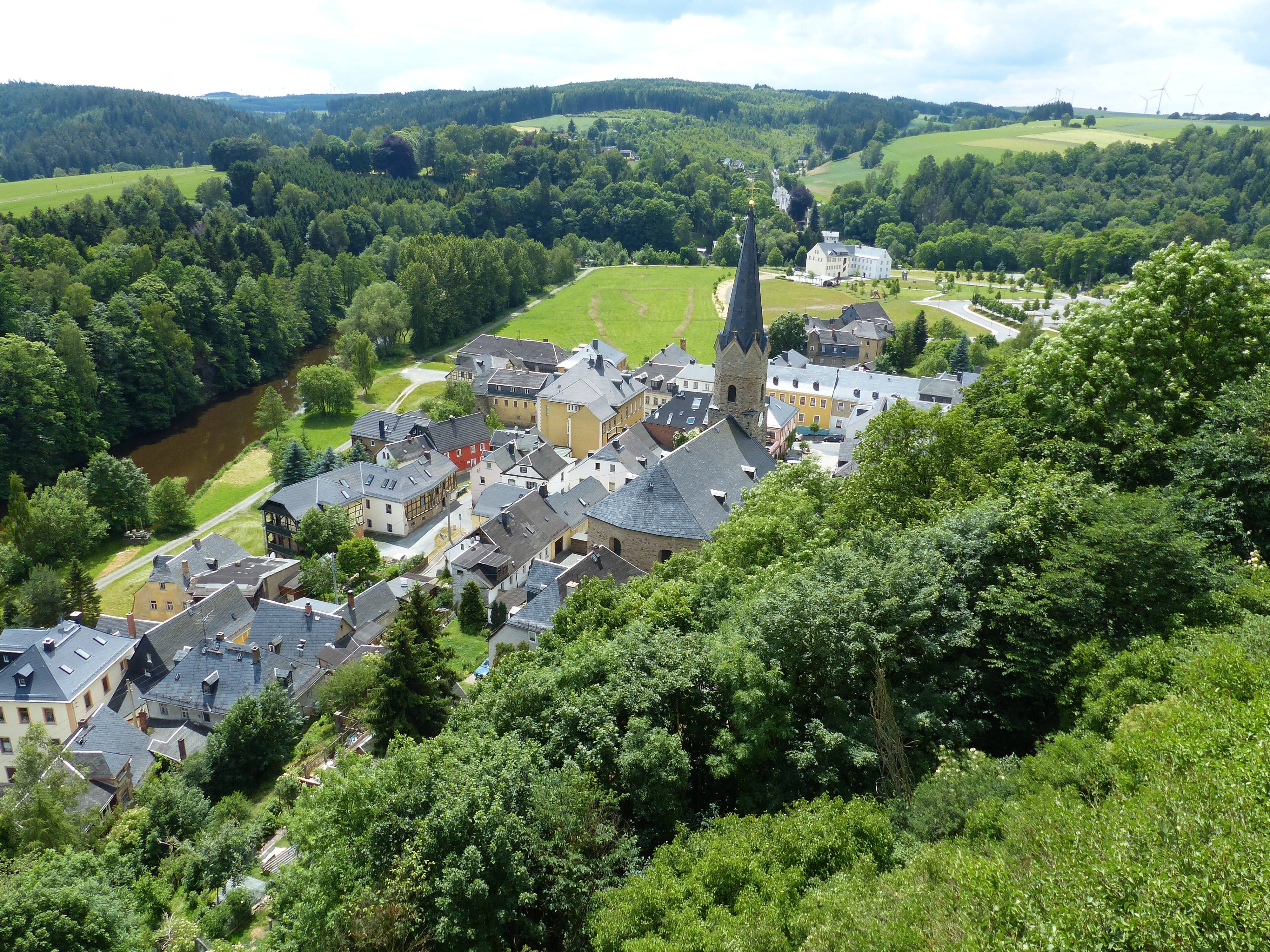
Overzicht

Bad Lobenstein · Bodelwitz · Burgk · Dittersdorf · Döbritz · Dreba · Dreitzsch · Eßbach · Gefell · Geroda · Gertewitz · Görkwitz · Göschitz · Gössitz · Grobengereuth · Hirschberg · Keila · Kirschkau · Knau · Kospoda · Krölpa · Langenorla · Lausnitz · Lemnitz · Linda bei Neustadt an der Orla · Löhma · Miesitz · Mittelpöllnitz · Moßbach ·  Moxa · Neundorf (bij Schleiz) · Neustadt an der Orla · Nimritz · Oberoppurg · Oettersdorf · Oppurg · Paska · Peuschen · Plothen · Pörmitz · Pößneck · Pottiga · Quaschwitz · Ranis · Remptendorf · Rosendorf · Rosenthal am Rennsteig · Saalburg-Ebersdorf · Schleiz · Schmieritz · Schmorda · Schöndorf · Seisla · Solkwitz · Tanna · Tegau · Tömmelsdorf · Triptis · Volkmannsdorf · Weira · Wernburg · Wilhelmsdorf · Wurzbach · Ziegenrück